# RIC TV
Rede Independência de Comunicação (Rete Indipendenza di Comunicazione), nota con l'acronimo RIC, è un canale televisivo brasiliano. Il canale ha avviato le proprie trasmissioni nel 1987 da un'idea di Mário Gonzaga Petrelli, dopo che si è staccato dalla Rede Manchete.
La sua centrale di programmazione si trova a Curitiba. Dal 2008 al 2019 ha emesso programmi anche nello stato di Santa Catarina.

## Programmazione di RIC
- PR no Ar: Telegiornale
- Balanço Geral: Telegiornale
- A Hora Da Venenosa:  interviste all'interno di Balanço Geral
- Cidade Alerta, jornalistico policial
- RIC Notícias, telegiornale di Eduardo Scola
- RIC Rural
- Mega Mania, estrazioni di titoli azionari